# 김성화
김성화(1993년 4월 15일 ~)는 대한민국의 여자 성우이다. 2016년에 KBS 공채 41기 성우로 입사하였다. 한국방송 성우극회 소속.

## 라디오 드라마

### KBS 무대(KBS 한민족방송)
- 2016.03.05 <재원이는 1학년> - 반장
- 2016.03.12 <곡예사의 첫사랑> - 아이 3
- 2016.04.16 <아르바론 몬살리나> - 수강생 2
- 2016.05.07 <위대한 이혼식) - 여자 4
- 2016.05.21 <바담 풍, 바람 퐁> - 목소리 3
- 2016.05.28 <폭식을 멈추는 0번째 방법> - 작가
- 2016.06.11 <무능경찰 김반장> - 할머니
- 2016.06.18 <위험한 아이> - 재은맘
- 2016.06.25 <뉴스를 들려드립니다> - 할머니
- 2016.07.02 <이봐요 경숙씨> - 점원
- 2016.07.16 <관계자 출입금지 > - 손님 3
- 2016.07.23 <날아라 변태> - 아이 2
- 2016.08.06 <비밀스런 그녀> - 손님
- 2016.09.24 <유성우 떨어지는 밤> - 회원 1
- 2016.10.22 <아버지를 찾아서> - 다방레지
- 2016.10.29 <아싸라비아, 천억만> - 친구 2
- 2016.11.12 <하숙생> - 아줌마 1
- 2016.11.26 <별이 빛나는 밤에> - 사촌(연우)
- 2016.12.10 <종점> - 지연
- 2016.12.17 <내게 비트를 들려줘> - 주민 3
- 2016.12.31 <2라운드,BOX!> - 사장
- 2017.01.07 <천국의 주파수> - 간병
- 2017.02.18 <마스커레이드> - 직원 B
- 2017.02.25 <탈퇴하시겠습니까?> - 엄마
- 2017.03.04 <사약 받는 날> - 만석
- 2017.03.11 <카페W> - 리포터
- 2017.03.18 <은주가 변했다> - 대리점 주인
- 2017.04.15 <이별의 시간> - 할머니
- 2017.04.22 <화성행 편도티켓> - 변금선
- 2017.05.27 <Daddy and the City> - 친구 1
- 2017.06.03 <꽁초는 알고 있다> - 희영
- 2017.06.10 <앓던 이 빠지던 날> - 사장
- 2017.06.17 <은주가 다르게 변했다> - 어린 상기
- 2017.06.24 <홍귀이야기> - 민주
- 2017.07.08 <개 짖는 소리> - 할머니
- 2017.07.15 <살림의 명수> - 할머니
- 2017.07.29 <작가님, 휴재는 안됩니다> - 여자 2
- 2017.08.05 <세일즈의 여왕> - 아줌마
- 2017.08.12~08.19 <조율> - 연희모
- 2017.09.30 <옷 입는 여자> - 은주
- 2017.10.14 <갑을 위한 변명> - 이웃
- 2017.10.21 <지리산 감자탕> - 막내딸
- 2017.10.28 <나는 왕이다> - 아내
- 2017.11.11 <비연애주의자 고혜진> - 간호사
- 2017.11.18 <당신을 위한 티켓> - 병실사람 1

### 라디오 극장(KBS 한민족방송)
- 2016.02.01 ~ 2016.02.29 도진기 <가족의 탄생> - 종업원 3
- 2016.03.01 ~ 2016.03.31 김려령 <가시고백> - 아줌마 2
- 2016.04.01 ~ 2016.04.30 정아은 <모던 하트> - 엄마
- 2016.05.01 ~ 2016.05.31 정유정 <내 심장을 쏴라> - 단역
- 2016.06.01 ~ 2016.06.30 홍부용 <아빠를 빌려 드립니다> - 정숙
- 2016.07.01 ~ 2016.07.31 장용민 <공극의 아이> - 단역
- 2016.08.01 ~ 2016.08.31 김종일 <몸> - 단역(에피소드 8/9)
- 2016.09.01 ~ 2016.09.30 이예린 <열정같은 소리 하고 있네> - 단역
- 2016.10.01 ~ 2016.10.31 김호연 <망원동 브라더스> - 한씨 할머니
- 2016.11.01 ~ 2016.11.30 이유선 <오버 더 힐파티> - 야채녀
- 2016.12.01 ~ 2016.12.31 김범 <공부해서 너 가져> - 가정부/이모
- 2017.01.01 ~ 2017.01.31 손선영 <이웃집 두 남자가 수상하다> - 단역
- 2017.02.01 ~ 2017.02.28 정규웅 <붉은 꽃, 나혜석> - 은희
- 2017.03.01 ~ 2017.03.31 정길연 <달리는 남자 걷는 여자> - 무산댁/여자
- 2017.04.01 ~ 2017.04.31 조두진 <결혼면허> - 성애
- 2017.05.01 ~ 2017.05.31 황현정 <달빛 연인> - 단역
- 2017.06.01 ~ 2017.06.30 구상희 <마녀식당으로 어서오세요> - 엄마
- 2017.07.01 ~ 2017.07.31 박연선 <여름 어디선가 시체가> - 유미숙
- 2017.08.01 ~ 2017.08.31 심재천 <나의 토익 만점 수기> - 캐셔/기자/여자
- 2017.09.01 ~ 2017.09.30 유영민 <헬로 바바리맨> - 나리
- 2017.10.01 ~ 2017.10.31 강태식 <굿바이 동물원> - 숙자
- 2017.11.01 ~ 2017.11.30 이동원 <완벽한 인생> - 협상 팀장/은행 여직원

### 라디오 문학관(KBS 한민족방송)
- 2016.03.06 장마리 <가족의 증명> - 손님 3
- 2016.03.27 사익산 <전염 무반주> - 401 여자
- 2016.04.03 박황 <해우> - 조여사
- 2016.04.10 성은영 <귀향의 끝> - 아낙
- 2016.04.17 김덕희 <낫이 짖을 때> - 노파
- 2016.04.24 천명관 <퇴근>  - 노파
- 2016.05.22 김금희 <너무 한낮의 연애> - 여자 관객 2
- 2016.05.29 조용준 <선릉 산책> - 행인 2
- 2016.06.05 김경욱 <천국의 문> - 성우
- 2016.07.03 이은선 <유리 주의> - 마리
- 2016.07.10 권여선 <층> - 여자 강사
- 2016.07.17 손보미 <여자들의 세상> - 여자 행인
- 2016.08.07 김재희 <페이어 하트> - 채연 엄마
- 2016.08.14 도진기 <악마의 증명> - 여주인
- 2016.09.11 김호경 <남자의 아버지> - 7세 여자아이
- 2016.10.09 김영하 <너를 사랑하고도> - 토르소
- 2016.10.16 최은미 <눈으로 만든 사람> - 할머니
- 2016.10.30 정미경 <못> - 동물병원 여직원
- 2016.11.06 이청해 <신용보증기금에서 온 사내> - 여자 1/안내
- 2016.11.27 조수경 <내 사람이야> - 친전엄마
- 2016.12.11 김혜진 <아웃포커스> - 작은이모
- 2016.12.18 김숨 <선량한 어머니의 아들들은 어떻게 자라나> - 노파
- 2016.12.25 최민우 <머리 검은 토끼> - 여자 성우 / 여직원
- 2017.02.19 김홍 <어쨌든 하루하루> - 앵커
- 2017.02.26 조현주 <오늘만 같지 않기를> - 여자
- 2017.03.05 윤고은 <부루마불에 평양이 있다면> - 아낙
- 2017.03.12 이지명 <금덩이 이야기> - 지도원
- 2017.03.26 도명학 <잔혹한 선물> - 선전대 2
- 2017.04.02 김종광 <학생댁 유씨씨> - 이공주
- 2017.04.16 안지용 <결혼 자격 시험> - 상인 1
- 2017.04.23 홍명진 <마순희> - 옥자
- 2017.04.30 홍지화 <왕년의 한 스타의 죽음> - 엄마
- 2017.05.14 장강명 <새들은 나는게 재미있을까> - 엄마
- 2017.05.28 정길연 <우연한 생> - D의 아내
- 2017.07.09 장우석 <대결> - 주인
- 2017.07.16 김재성 <골유화> - 백정상 아내
- 2017.07.23 도진기 <구석의 노인> - 재판장
- 2017.08.27 이월성 <엘리베이터에 갇힌 사람들> - 아낙
- 2017.09.03 이건혁 <피코> - 아멜
- 2017.09.17 김덕희 <눈부신 날> - 작가
- 2017.10.15 정이현 <서랍속의 집> - 집주인 3
- 2017.10.22 김언수 <존엄의 탄생> - 장모
- 2017.11.05 권여선 <손톱> - 점원

### 소설극장(KBS 3라디오)
- 2016.05.20 ~ 2016.06.27 강태식 <굿바이 동물원> - 단역
- 2017.01.19 ~ 2017.03.12 기욤 뮈소 <내일> - 판매원

## 같이 보기
- 한국방송 성우극회